# Kolājān-e Sādāt
Kolājān-e Sādāt (persiska: كلاجان سادات) är en ort i Iran.   Den ligger i provinsen Golestan, i den norra delen av landet, 280 km öster om huvudstaden Teheran. Kolājān-e Sādāt ligger 41 meter över havet och antalet invånare är 243.
Terrängen runt Kolājān-e Sādāt är platt åt nordväst, men åt sydost är den kuperad.Runt Kolājān-e Sādāt är det ganska tätbefolkat, med 207 invånare per kvadratkilometer. Närmaste större samhälle är Gorgan, 13,9 km öster om Kolājān-e Sādāt. Trakten runt Kolājān-e Sādāt består till största delen av jordbruksmark.